# Orchestra Baobab
L'Orchestra Baobab è un gruppo musicale senegalese formatosi nel 1970, scioltosi nel 1987 e nuovamente in attività dal 2001. La loro musica è una commistione di generi afro-cubani, con la particolare influenza della tradizione wolof, del son e della pachanga.

## Storia
L'Orchestra Baobab fu creata nel 1970 per inaugurare il Baobab Club di Dakar. Diversi fra i suoi membri originali furono scelti fra le file della Star Band, il gruppo di un altro locale di Dakar, il Miami Club.

Guidati dal sassofonista Baro N'Diaye, i membri originali erano i cantanti Balla Sidibe e Rudy Gomis, provenienti dal Casamance, il cantante Wolof Laye Mboup, i chitarristi Barthelemy Attisso, uno studente di legge dal Togo, e Latfi Benjeloum, di origini marocchine, il bassista Charlie N'Diaye, anche lui dal Casamance, il sassofonista Issa Cissokho e il batterista Mountaga Koite, entrambi di lingua maninka ma provenienti rispettivamente dal Mali e dal Senegal orientale.

Alla morte di Laye Mboup, avvenuta nel 1974 in un incidente automobilistico, prese il suo posto Ndiouga Dieng. Frequentemente furono chiamati a cantare anche Medoune Diallo e Thione Seck, che abbandonerà poi il gruppo nel 1979 per dedicarsi alla carriera solista e verrà sostituito dal fratello Mapenda Seck.
Il gruppo si differenzia dagli altri artisti senegalesi per aver amalgamato musica africana e cubana e per l'influenza che le diverse origini dei musicisti hanno avuto sullo stile musicale del gruppo; nei loro brani si riconoscono infatti armonie Casamance, melodie dal Togo e dal Marocco, influenze Wolof dal nord del Senegal e le percussioni tipiche del sud del paese.
Sono inoltre considerati caratteristici del gruppo gli assoli di Barthelemy Attisso, chitarrista interamente autodidatta e che ha formato il proprio stile musicale ascoltando il chitarrista congolese Docteur Nico, i pianisti cubani, Django Reinhardt, B.B. King, Wes Montgomery e Carlos Santana.
Fra gli anni settanta e ottanta l'Orchestra Baobab divenne il gruppo di maggior successo di tutto il Senegal. Nel 1979 il Baobab Club chiuse ma la band continuò a suonare in altri locali e a pubblicare diversi album. Negli anni a venire però, la competizione con il mbalax, nuovo genere musicale in voga verso la metà degli anni ottanta, travolse la band. Nonostante l'introduzione nel 1985 di due voci femminili, il gruppo si sciolse nel 1987. Alcuni membri continuarono la carriera in altre formazioni, altri abbandonarono la musica. Il chitarrista Barthelemy Attisso tornò nel Togo per riprendere la sua carriera di avvocato e non suonò più la chitarra per i successivi tredici anni.
Il loro album più celebre e di maggior successo di critica, Pirates Choice, registrato nel 1982 ma pubblicato solo nel 1989, fu riproposto nel 2001 dall'etichetta World Circuit Records in un doppio CD con sei brani inediti, provenienti dalla stessa sessione di registrazione.

La ripubblicazione ha portato a un nuovo immediato successo e alla ricostituzione del gruppo.

L'Orchestra Baobab incominciò una serie di tournée e si dedicò a nuove registrazioni prodotte da Youssou N'Dour e pubblicate dalla World Circuit nel 2002 col titolo Specialist in All Styles. Nell'album alla formazione originale si sono affiancati, oltre a Youssou N'Dour, il cantante cubano Ibrahim Ferrer, a cui è anche dedicata una canzone, il sassofonista Cherno Koite, fratello del batterista Mountaga, e il cantante Assane Mboup, la cui voce e i cui testi in lingua Wolof prendono idealmente il posto di Laye Mboup.

Nel 2003 ai BBC Radio 3 Awards for World Music con quest'album l'Orchestra Baobab si aggiudica il premio della critica per l'album dell'anno e il premio per i migliori artisti africani.
I musicisti Trey Anastasio e Dave Matthews hanno realizzato un documentario sulla musica africana e sull'Orchestra Baobab, intitolato Inside Out: Trey and Dave go to Africa e trasmesso per la prima volta l'8 maggio 2004 sul canale televisivo VH1.
Il 2 luglio 2005 l'Orchestra Baobab si è esibita al Live 8 a Johannesburg.
Il 15 ottobre 2007 la World Circuit Records ha pubblicato il loro nuovo album in studio, dal titolo Made in Dakar.

## Discografia
- Orchestre Laye Thiam / Orchestre Saf Mounadem (1970, Ibrahim Kassé 3026)
- Orchestre du Baobab (1971, Baobab BAO 1)
- Orchestre du Baobab (1972, Baobab BAO 2)
- Orchestre Baobab '75' (1975, Buur BRLP 001)
- Guy Gu Rey Gi (1975, Buur BRLP 002)
- Senegaal sunugaal (1975, Buur BRLP 003)
- Visage du Senegal (1975, Buur BRLP 004)
- Aduna jarul naawoo (1976, Buur BRLP 005)
- N'Deleng N'Deleng (1977, Musicafrique MSCLP 001)
- Une nuit au Jandeer (1978, Musicafrique MSCLP 002)
- Baobab à Paris Vol. 1: On verra ça (1978, Ledoux ASL 7001)
- Baobab à Paris Vol. 2: Africa 78 (1978, Ledoux ASL 7002)
- Mohamadou Bamba (1981, Jambaar JM 5000)
- Sibou odia (1981, Jambaar JM 5004)
- Vol. 1: Senegambie (1982)
- Vol. 2: Ngalam (1982)
- Ken Dou Werente (1982, MCA 307)
- Vol. 3: Coumba Ndiaye (1986)
- Mame Diarra Bousso (1986)
- Yamdoulene (1986)
- Nouvelle formation (1986, Syllart SYL 83105)
- Specialist in All Styles (2002, World Circuit WCD 064)
- Made in Dakar (2007, World Circuit WCD 078)
- Tribute to Ndiouga Dieng (2017, World Circuit WCD 092)